# Ханін Яків Давидович
Яків Давидович Ха́нін (нар. 16 травня 1922, Гадяч) — український та молдавський вчений в галузі виноградарства, педагог, доктор сільськогосподарських наук з 1974 року, професор з 1976 року.

## Біографія
Народився 16 травня 1922 року в місті Гадячі (тепер Полтавська область, Україна). Брав участь  у німецько-радянській війні. Член ВКП(б) з 1948 року. 1951 року закінчив Кишинівський сільськогосподарський інститут імені Михайла Фрунзе. З 1952 року асистент, старший викладач, доцент, професор кафедри виноградарства цього ж інституту.

## Наукова діяльність
Основні наукових праці присвячені питанням агротехніки молодих виноградників, застосування макро- та мікродобрив на маточниках підщепних і прищепних лоз, їх впливу на регенерацію живців і життєздатність молодих виноградників, внутрішньогосподарського мікрорайонування сортів винограду і інше. Автор понад 140 наукових робіт. Серед них:
- Удобрения виноградных питомников и виноградников Молдавии. Кишинів, 1971 (рос.);
- Микрорайонирование виноградников как основа для разработки сортовой агротехники в специализированных хозяйствах. Кишинів, 1975 (рос.);
- Экологический подход к разработке сортовой агротехники винограда. — В книзі: Экология и размещение винограда в Молдавии. Кишинів, 1981 (рос.);
- Повышение жизнеспособности привитых виноградных саженцев и продуктивность молодых насаждений винограда. — В книзі: Новое в виноградном питомниководстве ВНР и Молдовы /Під редакцією А. С. Субботовича. Кишинів, 1984 (рос.).

## Відзнаки
- Нагороджений:
  - орденами Червоної Зірки (27 березня 1945), Вітчизняної війни І ступеня;
  - медалями «За взяття Берліна» (9 травня 1945), «За визволення Праги» (9 червня 1945), «За перемогу над Німеччиною» (9 червня 1945)[1];
- Заслужений працівник вищої школи Молдавської РСР.